# Lagoa de Cima
Lagoa de Cima är en sjö i Brasilien.   Den ligger i delstaten Rio de Janeiro, i den sydöstra delen av landet, 900 km sydost om huvudstaden Brasília. Lagoa de Cima ligger 5 meter över havet. Arean är 13,7 kvadratkilometer. Den sträcker sig 5,2 kilometer i nord-sydlig riktning, och 6,5 kilometer i öst-västlig riktning.
Omgivningarna runt Lagoa de Cima är huvudsakligen savann. Runt Lagoa de Cima är det glesbefolkat, med 20 invånare per kvadratkilometer.